# (2666) Gramme
(2666) Gramme es un asteroide perteneciente al cinturón de asteroides, descubierto el 8 de octubre de 1951 por Sylvain Julien Victor Arend desde el Real Observatorio de Bélgica, Uccle.

## Designación y nombre
Designado provisionalmente como 1951 TA. Fue nombrado Gramme en honor al ingeniero belga Zénobe Gramme.